# Magnolia Springs, Alabama
Magnolia Springs là một thị trấn thuộc quận Baldwin, tiểu bang Alabama, Hoa Kỳ. Dân số năm 2009 là 684 người, mật độ đạt 295 người/km².